# Bloc sino-atrial
Pour les articles homonymes, voir BSA.
 Mise en garde médicale
Le bloc sino-atrial (abréviation : BSA), appelé également dysfonction sinusale, anciennement nommé bloc sino-auriculaire, se manifeste par un cœur lent (bradycardie) et est secondaire à une atteinte du nœud sinusal.
Elle peut être isolée, ou associée à une fibrillation auriculaire paroxystique : on parle alors de maladie rythmique de l'oreillette.

## Définition
La dysfonction sinusale comporte au moins une bradycardie et/ou des pauses. Le seuil en deçà où c'est considéré comme anormal est variable mais il faut que la fréquence cardiaque soit au moins inférieure à 50 battements par minute, avec des pauses supérieures à 3 secondes.
Le BSA est à distinguer de l'insuffisance chronotrope, où la fréquence cardiaque de repos est normale mais ne s'accélère pas suffisamment à l'effort.

## Historique
Il a été identifié comme maladie en 1968.

## Épidémiologie
L'incidence annuelle est d'un peu moins d'un cas pour 1000. Elle augmente avec l'âge, l'indice de masse corporelle, l'existence d'une hypertension artérielle ou d'une maladie cardio-vasculaire. Elle est moindre chez la personne noire.

## Clinique
Le sujet peut être totalement asymptomatique (il ne décrit aucun signe clinique), il peut être retrouvé lors de l'auscultation, de la prise du pouls, une bradycardie. Il peut présenter des malaises, voire une syncope. Il peut se manifester également par une asthénie, une intolérance à l'effort, secondaire à l'absence d'accélération suffisante de la fréquence cardiaque lors de ce dernier (« insuffisance chronotrope »).
Le risque évolutif, en l'absence de traitement, consiste essentiellement dans le risque de récidive des malaises. Chez les porteurs de stimulateur cardiaque, il n'y a pas de surmortalité à long terme.
Cette maladie ne doit pas être confondue avec la bradycardie physiologique du sportif d'endurance qui peut descendre aussi bas que 30 par minute avec des pauses pouvant atteindre 2,5 s la nuit.

## Électrocardiogramme
On distingue 3 types de BSA (Bloc Sino-Atrial) :
- type 1 : allongement de la conduction sino-atriale ; pas d'anomalie à l'ECG.
- type 2 : blocage complet mais intermittent de la conduction sino-atriale. On observe l'absence intermittente de l'onde p à l'ECG : l'intervalle RR qui précède l'« onde p bloquée » est un multiple de l'intervalle RR de base.
- type 3 : blocage complet de la conduction sino-atrial déterminant une absence totale d'onde p à l'ECG[7] : la dépolarisation des ventricules est initiée par un « pacemaker » ectopique jonctionnel (nœud auriculo-ventriculaire). Le rythme cardiaque observé, souvent assez lent (bradycardie), est dénommé « rythme d'échappement jonctionnel ».

Il peut être paroxystique ou permanent. Dans le premier cas, l'ECG est complètement normal et il faut recourir à un holter cardiaque (enregistrement de l'électrocardiogramme pendant 24 h ou plus) pour le dépister. En cas de syncope inexpliqué avec holter normal, l'implantation sous la peau d'un enregistreur d'événements peut être proposé.
Le rôle de l'exploration électrophysiologique cardiaque est faible car les anomalies sont peu fréquentes et l'intérêt est moindre que celui du Holter. Typiquement, le temps de récupération sinusal est sensiblement allongé (survenue d'une pause après stimulation auriculaire pendant une trentaine de secondes) mais la sensibilité de ce test est réduite.
Le bloc sino atrial n'est pas habituellement associé à un bloc auriculo-ventriculaire et le risque d'évolution vers ce dernier est faible.

## Causes

### Formes aiguës
- Infarctus du myocarde inférieur,
- Myocardite
- Médicaments : digitalique, quinidiniques, bêta-bloquants, inhibiteurs calciques...
- Augmentation du taux de potassium sanguin (hyperkaliémie).

### Formes chroniques
Elles sont liées à une dégénérescence fibreuse au niveau du nœud sinusal.

## Traitement
Il faut tout d'abord traiter la cause. Il est possible d'utiliser de l'atropine à titre transitoire.
Si la cause n'est pas curable et que le patient est symptomatique, la pose d'un stimulateur cardiaque (« pacemaker ») est le traitement de choix. Il doit être double chambre et être réglé en AAI (stimulation et détection de l'oreillette seule) ou en DDD (stimulation et détection des oreillettes et des ventricules), mais, idéalement pas en VVI (stimulation et détection du ventricule), ce dernier mode générant plus de risque de fibrillation auriculaire et plus de symptômes d'insuffisance cardiaque.